# Рупе (Цеље)
Рупе (словен. Rupe  ) је насељено место у саставу градске општине Цеље и источној Словенији. Налази се у брдима на северном предјелу Цеља. Област је традиционално била део регије Штајерска. Сада је са остатком општине укључена у Савињску регију..

## Географија
Насеље површине 1,3 км², налази се на надморској висини 391,1 м. 

## Историја
До територијалне реорганицације у Словенији биле су у саставу стара општине Цеље.

## Становништво
На попису становништва из 2011. године, Рупе су имале 73 становника.
| Број становника по пописима | Број становника по пописима | Број становника по пописима |
| --------------------------- | --------------------------- | --------------------------- |
| 1991                        | 2002                        | 2011                        |
| 71                          | 78                          | 73                          |